# Helina piliceps
Helina piliceps är en tvåvingeart som först beskrevs av Stein 1911.  Helina piliceps ingår i släktet Helina och familjen husflugor.
Artens utbredningsområde är Bolivia. Inga underarter finns listade i Catalogue of Life.